# Weihnachtsansprache
Eine Weihnachtsansprache ist im christlichen Kulturraum eine traditionelle Ansprache des politischen oder kirchlichen Leitungspersonals (Staatspräsidenten, Bischöfe usw.). Auch dem traditionellen Weihnachtssegen des Papstes Urbi et orbi geht in der Regel eine Ansprache voraus. Diese Tradition ist in christlich geprägten Staaten von Staatsoberhäuptern oder Regierungschefs übernommen worden. Aber auch auf lokaler Ebene wenden sich Amtsinhaber in besonderen Texten an die Öffentlichkeit. Auch in Unternehmen sind Weihnachtsansprachen der Betriebsleitung an die Mitarbeiter üblich.

## Hintergrund
Die Weihnachtsansprache hat ihre Wurzeln in CIC (1983), Can 389 des Kirchenrechts, das vorsieht, dass Bischöfe zu hohen christlichen Festtagen an ihrem Dienstsitz anwesend zu sein und Gottesdienste abzuhalten haben. Dabei ist auch eine Homilie, also Ansprache zur Auslegung des jeweiligen Schrifttextes vorgesehen.

## Verbreitung und Rezeption
Weihnachtsansprachen werden häufig medial über Fernsehen, Hörfunk oder Internet ausgestrahlt und verbreitet oder (in Auszügen) in Printmedien abgedruckt.
Neben allgemeinen Texten enthalten Weihnachtsansprachen in der Regel grundsätzliche Formulierungen, die gesellschaftliche oder politische Entwicklungen widerspiegeln. Deshalb werden sie auch in den Medien rezipiert. Häufig wird die Weihnachtsansprache auch als Anlass zu einem Jahresrückblick genutzt.

## Weihnachtsansprachen in Deutschland
In Deutschland hält seit 1970 der Bundespräsident jährlich zu Weihnachten eine Ansprache an die Bevölkerung, die am Abend des Ersten Weihnachtsfeiertages im Fernsehen ausgestrahlt wird; von 1949 bis 1969 war – aufgrund einer Absprache zwischen Theodor Heuss und Konrad Adenauer – der Bundeskanzler für die Weihnachts- und der Bundespräsident für die Neujahrsansprache zuständig. In den christlichen Kirchen werden insbesondere die Weihnachtsansprachen des Vorsitzenden der Deutschen Bischofskonferenz sowie des EKD-Ratsvorsitzenden besonders wahrgenommen.

## Weihnachtsansprachen in Belgien
In Belgien hält der Monarch jährlich zu Weihnachten eine Ansprache an die Bevölkerung. Von der Ansprache wurden in der Regel zwei Versionen aufgezeichnet: in niederländischer und in französischer Sprache. Seit der Thronbesteigung von König Philippe 2013 wird sie jedoch auch komplett in deutscher Sprache gesprochen, der dritten Amtssprache des Landes. Philippe wolle damit ein Zeichen setzen und die Einheit des Landes betonen.

## Weihnachtsansprachen im Commonwealth
Im Vereinigten Königreich (und in weiteren Staaten des Commonwealth of Nations) wendet sich seit 1932 das Staatsoberhaupt (König bzw. Königin), das zugleich weltliches Oberhaupt der Church of England ist, regelmäßig am ersten Weihnachtsfeiertag in Form einer Ansprache an die Bevölkerung. Königin Elizabeth II. hielt ihre erste Weihnachtsansprache im Fernsehen im Jahr 1957 und zusätzlich im Videoportal YouTube seit Weihnachten 2007.

## Weihnachtsansprachen in weiteren Ländern
- Weihnachtsansprache des Papstes
- Weihnachtsansprache des niederländischen Königs (seit 1931)
- Weihnachtsansprache des schwedischen Königs
- Weihnachtsansprache des spanischen Königs (seit 1975)